# Le Monde illustré
Le Monde illustré (deutsch Die illustrierte Welt) war eine französischsprachige illustrierte wöchentliche Zeitschrift, die zwischen 1857 und 1940 und nochmal zwischen 1945 und 1948 in Frankreich erschien.

## Geschichte
Die erste Ausgabe der 16-seitigen Le Monde illustré erschien am Samstag, den 18. April 1857, und zeigte unter dem von Hercule Louis Catenacci gestochenen Titel eine Illustration zur britischen Unterhauswahl in London von William Frederick Measom. Begründet wurde die Monde illustré von Achille Bourdilliat (1818–1882), der als Redaktionsort seine Verlagsbuchhandlung Libraire Nouvelle am Boulevard des Italiens angab, gedruckt wurde sie aber in der 15 Rue Bréda.
Seit ihrem ersten Erscheinen stand sie im direkten Wettbewerb mit der 1843 gegründeten Pariser L’Illustration. Die Monde illustré kostete 1857 in Paris 30 Ct. bzw. in den Départements 35 Ct., während die Illustration zu dieser Zeit mit 75 Ct. mehr als doppelt so teuer war; für ein Jahresabonnement wurden bei der Illustration 36 Fr. fällig, während es bei der Monde illustré nur 18 Fr. waren. Ein weiterer langjähriger Konkurrent war die ab 1858 erscheinende 8-seitige L’Univers illustré, die anfangs für nur 15 Ct. angeboten wurde.
Während sie in den Anfangsjahren den Zusatz Journal hebdomadaire unter dem Titel trug, verzichtete man in späteren Jahren darauf. Anfang 1938 fusionierte die Monde illustré mit der Miroir du monde und trug danach ab Nr. 4173 für mehrere Jahre den Titel Le Monde illustré / Miroir du monde. Die vorerst letzte Ausgabe (Nr. 4296) erschien am 8. Juni 1940, eine weitere Veröffentlichung wurde seit der Besetzung von Paris am 14. Juni 1940 ausgesetzt.
Die nächste reguläre Ausgabe (Nr. 4297) erschien am 22. Februar 1945. Von der Aufmachung ähnelte sie nun mehr der amerikanischen Life, auf der Titelseite war ein Porträt von Georgi Konstantinowitsch Schukow abgebildet. Ende 1948 fusionierte die Monde illustré mit der France Illustration zur France Illustration / Le Monde illustré. 1955 verschwindet dann der Name Le Monde illustré komplett, als die France Illustration mit der Nouveau Férmina zur Nouveau Fémina et France-Illustration, bzw. kurze Zeit später nur unter dem Titel Fémina-Illustration, verschmalz.

## Personen

### Direktion
- Achille Bourdilliat
- Paul Dalloz
- Vincent Delpuech
- Edmond Desfossés
- Henry Dupuy-Mazuel
- Louis Fauron
- Jean-José Frappa
- Édouard Hubert
- Michel Lévy
- Pierre Mortier
- Georges Oudard
- Edmond Pointel
- Charles Yriarte

### Autoren
- Amédée Achard
- Alexandre Dumas
- Jules Champfleury
- Louise Colet
- Paul Féval
- Jules Fournier
- Helen Hessel
- Jean-Bernard Mary-Lafon
- Charles Monselet
- Samuel Rosenthal
- George Sand
- Auguste Vitu

### Illustratoren
- Gunnar Berndtson
- Ilse Bing
- Józef Chełmoński
- Draner
- Leo von Elliot
- Auguste Gérardin
- Pierre Eugène Grandsire
- Paul Adolphe Kauffmann
- Charles Leduc
- Alphonse Lévy
- Paul Merwart
- Paul-Eugène Mesplès
- Léonce Petit
- Antoni Piotrowski
- Édouard Riou
- Jules Ruinart de Brimont
- Edmond Yon